# محمد فوزي .. الوثائق الخاصة
محمد فوزي.. الوثائق الخاصة  كتاب صدر عام 2019 للصحفي والناقد السينمائي المصري أشرف غريب عن «دار بتانة» الثقافية، في 377 صفحة، بمناسبة مرور مائة عام على ميلاد الموسيقار المصري محمد فوزي.
يتضمن الكتاب تاريخ حياة فوزي الذي ولد في 19 أغسطس 1918 وتوفي عن 48 عاما بمرض السرطان يوم 20 أكتوبر 1966، وأنتج 36 فيلما كان هو بطلها، وبلغ عدد الأفلام التي أنتجها ولم يمثل فيها 47 فيلما. وفي الأعمال الموسيقية الغنائية، لحن لنفسه 239 عملا، وللمطربين 36، فضلا عن 116 أغنية لمطربات، فيما غنى فوزي 3 أغنيات فقط لملحنين آخرين.
وثق أشرف غريب، كتابه بالمستندات والصور التي تنشر للمرة الأولى، أسرار الصدام بين نظام جمال عبدالناصر ومحمد فوزي.

## محتوى الكتاب
قام الكاتب بسرد بيانات محمد فوزي وكل ما يتعلق بسيرة حياته كموسيقار وملحن ومطرب وممثل ومنتج، مستعينا بمجموعة من المستندات والوثائق.
اسمه الكامل هو محمد فوزي عبد العال الحو.
ولد في قرية كفر أبو جندي التابعة لمركز قطور محافظة الغربية.
الابن الواحد والعشرون من أصل خمسة وعشرين ولدا وبنتا منهم المطربتان: هند علام وهدى سلطان.
تعلم أصول الموسيقى على يد محمد الخربتلي وهو من أصدقاء والده.
قدم وهو في العشرين من عمره، إلى امتحان الإذاعة كمطرب وملحن فرسب مطرباً ونجح ملحناً.
اشترط عليه المخرج محمد كريم أن يجري جراحة تجميلية لشفته العليا المفلطحة قليلاً، فخضع لطلبه.
أول بطولة سينما له كانت في فيلم «قبلة في لبنان»
لحن السلام الوطني الجزائري
لحن لكبار المطربين والمطربات منهم «ساكن في حى السيدة» لمحمد عبد المطلب، «يا أعز من عينى» لليلى مراد، «أنا قلبي خالي» لليلى مراد، «لقيته وهويته» لشادية، و«كل دقة في قلبى بتسلم عليك» لنازك.
قال عنه الموسيقار الراحل بليغ حمدي: محمد فوزي مدرسة من مدارس التلحين ومحمد فوزى بالنسبة لي الأخ واحتضنى وهو اللي قدمني لكل الناس اللي بتغني وهو اللي قدمني لأم كلثوم ومحمد فوزي الملحن الوحيد اللي تمنت أم كلثوم أن تغني له بشغف وطلبته أكثر من مرة، وفي الوقت الذي كان يجب أن يلتقي معها في لحن. سمع مني «حب إيه»، وقدمني لها وغنتها بالفعل ولم يلحن لها
اشترك مع مديحة يسري، وعماد حمدي، وشادية، وفريد شوقي، وهدى سلطان في رحلات قطار الرحمة التي أمرت بتسييرها الثورة عام 1953 بين مديريات الوجه البحري والقبلي.
تطرق الكتاب إلى الكثير من التفاصيل المهمة ومنها ملف امتلاكه لشركة مصرفون التي حرمته الدولة منها وهو الذي استأجر أرضها وأقام مصنعها للأسطوانات وجهزه بأحدث المعدات، لتنجح نجاحا كبيرا حتى كان "ذات صباح ذهب فوزي إلى شركته ومصنعه فوجد كثيرا من الجنود وحركة غير معتادة في المكان وعندما دخل مكتبه وجد رجلا يجلس مكانه ويعبث بأوراقه ويضع قدميه على المكتب في وجهه، وقد أخبره أن قرارات يوليو الاشتراكية قد شملت شركته، وأن عليه التوجه إلى مكتبه الجديد بجوار الجراج أو دورة المياه.
استعرض الكاتب سيرة حياة فوزي قائلاً: "كان مطربا وممثلا أحب بلده وفنه، وأخلص لهما وتفرغ لخدمتهم فغابت عنه كثير من الحقائق التي كانت ضرورية لحماية مكانته الفنية في زمن كانت فيه كل الأمور مضطربة والحسابات متداخلة، ومدى الولاء للأشخاص لا للمبادئ هو الضمانة الأساسية للبقاء. يرصد الكتاب كل ما قدمه فوزي لثورة 1952 من غناء ومشاركة في إحياء الحفلات والمشاريع القومية لها، حيث لم يترك حدثا وطنيا إلا وغني له، غني "النصر لمصر" و"أموت وتسلم أرضها" في العدوان الثلاثي 1956، و"رسالة إلى جندي"، نعم كان ميالا لمحمد نجيب لكنه ميال لبلده وليس لشخصه، وانتهى الأمر عقب تنحية نجيب، لكن جمال عبد الناصر ومن حوله من قيادات يوليو لم ينسوا له ذلك.
يقول الكتاب: "لقد كان فوزي مساندا لمبادئ الثورة وداعما لكل توجهاتها، ولم يتخلف يوما عن التعبير عن حبه لبلده قولا وفعلا، دون أن يورط نفسه بالكلام في السياسة، لذا كان من الملفت جدا دخوله في سنوات عجاف على مستوى نشاطه الفني بداية من عام 1956 دون أي أسباب فنية مفهومة، فبعد أن قدم للسينما أربعة وثلاثين فيلما في 12 عاما بين عامي 1944 و1956 لم يقدم في سنواته العشرة الأخيرة سوى فيلمين فقط، وبالتحديد عام 1959 قبل سبع سنوات كاملة من رحيله، فما هو لغز عام 1956 وما هي شواهد هذه السنوات العجاف.

## خلفية الكتاب
كتب الناقد السينمائي المصري، في مقدمة كتابه: «رغم أن الفنان الشهير لم يكن حتى من هواة الكلام في السياسة، فإنها أحرقته، ولم يدرك ذلك إلا متأخرا»، فقد تعرض فوزي للاضطهاد من نظام عبد الناصر بسبب علاقته مع نجيب، وعمد نظام عبد الناصر إلى الإنتقام من فوزي، الذي اعتبره أنصار ناصر في مجلس قيادة ثورة 23 يوليو  1952 خصما ينازع الرئيس في الحكم والزعامة، لذا أطيح به ووضع قيد الإقامة الجبرية، ولم يبدو أن فوزي قرأ المشهد السياسي جيدا، فهو لم يدرك لا موازين القوى في اللحظة التالية لقيام الثورة، ولا إلى أين تتجه هذه الموازين في المستقبل القريب، فراح يدفع نفسه إلى مقدمة الصورة في كل المشاريع القومية التي قادها محمد نجيب. ويعتقد أشرف غريب أن: «لو كان فوزي قد أدرك جيدا المشهد، كما فعلت أم كلثوم، لربما كان قد تجنب كثيرا مما وقع له لاحقا» حسب تعبير غريب في حواره مع موقع «العين الاخبارية»، ويتابع قائلاً: «أم كلثوم استوعبت المشهد السياسي جيدا، واستشفت أن عبد الناصر هو الأقوى والقائد الفعلي للثورة، لذا ذهبت بعد أيام من قيام ثورة يوليو 1952 إلى مبنى الإذاعة المصرية وتخلصت من كل أغنياتها التي تغنت بها للملك فاروق قبل الثورة، ونشرت لها مجلة الكواكب في 5 أغسطس 1952، أي بعد 12 يوما من بداية الثورة، صورة وهي تفعل ذلك. لكن فوزي لم يدرك المشهد أو ربما لم يكن يعبأ، وظل على تأييده للواء نجيب، كما نشأت علاقة متينة بينهما بسبب اقتناع فوزي بالعهد الجديد ورموزه والالتحام بالمشاريع الوطنية الأولى التي نادى بها ودعمها نجيب». وبالفعل ظهر فوزي مع نجيب وسط محبيه وهو يدشن مشروعات خيرية خدمية في أنحاء مصر، ويوضح غريب: «رغم أن فوزي لم يكن حتى من هواة الحديث في السياسة، فإنه لم يتخلف مرة عن اللقاءات التي كان يجريها اللواء محمد نجيب مع رجال الفن».
كان النفوذ السياسي للفنانين المصريين في هذه المرحلة يوفر الحماية لمصالحهم، وبفضل العلاقات السياسية سعى الموسيقار محمد عبد الوهاب لدى الملك عبد العزيز آل سعود كي يتدخل لدى قيادة الثورة عام 1953 لتغض الطرف عن ثروته وثروة أم كلثوم. وفي عام 1961 مارس نظام عبد الناصر تضييقا واضحا على فوزي، بفرض الحراسة على موزع أفلامه الوحيد في الداخل، شركة «بهنا إخوان» بمقريها في القاهرة والإسكندرية، وحسب تعبير أشرف غريب كان هذه القرارات: «سابقة لم تعرفها الحياة الفنية في مصر من قبل أو من بعد، وأدى إلى أن غُلت يدا محمد فوزي داخليا وخارجيا في تمويل وتوزيع أفلامه بخلاف المبالغ المالية التي كان قد تكبدها في التجهيز لهذه الأفلام». أضيف إلى الضغوط الواقعة على فوزي، قام نظام عبد الناصر بالاستيلاء على شركة (مصر فون) لصاحبها محمد فوزي، دون (صوت الفن) لصاحبيها محمد عبد الوهاب وعبد الحليم حافظ؛ لتبقى الأخيرة بلا منافس في سوق الإنتاج الموسيقي. كما أثار النظام حالة من الكراهية بين السينمائيين تجاه فوزي لدرجة بلغت التقليل من موهبته والتحريض عليه، بل أن المخرج حسين فوزي، الذي لا تربطه علاقة قرابة بمحمد فوزي، عام 1959 قام بإرسال رسالة إلى شركة «بهنا فيلم»، يصف فيها محمد فوزي بأنه «فاشل ومحدود الموهبة».
رجح كثير من المعاصرين للأحداث بوجود علاقة بين اضطهاد النظام لفوزي وتأميم ممتلكات بمرضه، وأفادت كريمة زوجته فوزي، في مقابلة صحفية، إنه بعد التأميم «لم يعد فوزي هو ذلك الرجل الذي تعرفه. فقد دخل في حالة اكتئاب دائم حتى وإن حاولت روحه المرحة التغلب على ذلك الاكتئاب. وبدأ ينعكس هذا على حالته الصحية وشهيته للطعام، ومن ثم دخوله في دوامة السرطان».

## بعد إصدار الكتاب
تناقلت مواقع التواصل الاجتماعي أخبار عن تأخر صدور الكتاب لعدة أيام بعد انتهاء معرض القاهرة الدولي للكتاب بسبب تعرض دار النشر لضغوط قامت على أثرها بحذف أجزاء من الكتاب، ولكن صحيفة المصري اليوم قامت بنشر بيان للكاتب أشرف غريب جاء فيه: «لم يحدث أن تعرضت مادة الكتاب لأي حذف أو تعديل أو إضافة من قبل دار النشر أو من جانب أية جهة أخرى، لا سيما وإنني لم أسيئ لأحد في الكتاب، وكل معلومة وردت به كانت مقترنة بالوثيقة التي تدعمها، ومن هنا فلا مجال للاستنتاجات أو التأويلات أمام قوة حجية الوثيقة وحياديتها بعيدًا عن الأهواء والميول والمصالح، ولذلك لم يكن هناك ما يستدعي الحذف حتى رغم ما جاء بالكتاب من مفاجآت كانت بمثابة إعادة لقراءة تاريخ الموسيقار الراحل من جديد»، وأضافت الصحيفة أن غريب قد أوضح أن تأخر صدور الكتاب منذ أعلنت دار النشر عنه قبل أيام من بداية فعاليات معرض القاهرة الدولي للكتاب في دورته الأخيرة لمدة أسبوعين تقريبًا يرجع لأسباب تقنية تتعلق بظروف الطباعة ليس أكثر، مؤكدًا أنه ليس ضد أو مع مرحلة سياسية بعينها، ولفت المؤلف إلى أنه دافع عن فترة عبد الناصر في كتابه «الممثلون اليهود في مصر»، حين ظهرت أصوات عالية تشير إلى اضطهاد حكومة عبد الناصر لهم، وأثبت بالأدلة والوثائق زيف هذا الكلام 

## وصلات خارجية
https://gate.ahram.org.eg/News/3051178.aspx محمد فوزي .. الوثائق الخاصة
https://www.goodreads.com/book/show/51006807 محمد فوزي .. الوثائق الخاصة
https://www.bbc.com/arabic/art-and-culture-47188385 محمد فوزي .. الوثائق الخاصة
https://www.youtube.com/watch?v=tKpKmnpLOH0 محمد فوزي .. الوثائق الخاصة
https://www.youtube.com/watch?v=ZGb0RCFdi7w محمد فوزي .. الوثائق الخاصة